# ويكي الكتب

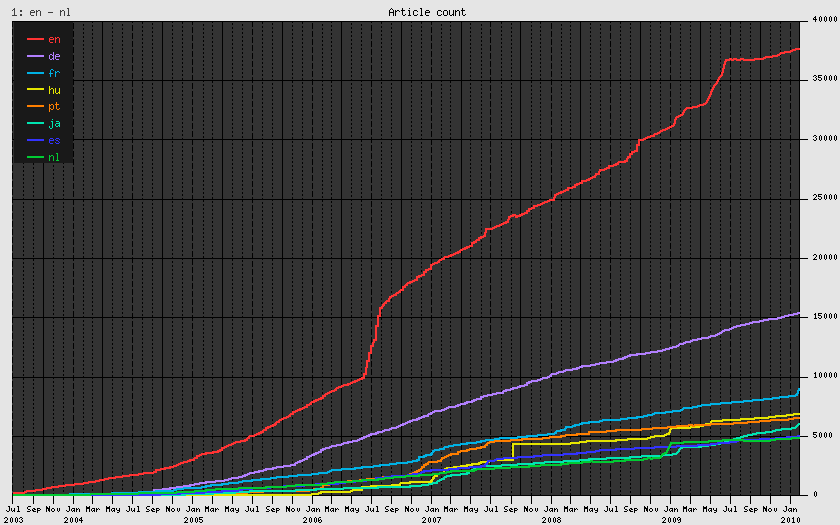
نمو أكبر ثمان مواقع ويكي الكتب (حسب اللغة) من يوليو 2003 حتى يناير 2010

ويكي الكتب (بالإنجليزية: Wikibooks) (سابقا: Wikimedia-Textbooks وWikimedia Free Textbook Project) هو مشروع شقيق لويكيبيديا وجزء من مشاريع مؤسسة ويكيميديا. وهو ويكي للكتب تستضيفه مؤسسة ويكيميديا لإيجاد كتب ومراجع للاستخدام المجاني الحر يمكن لأي شخص التعديل والإسهام فيها تحت بنود رخصة جنو للوثائق الحرة؛ بدأ المشروع في 10 يوليو 2003 وكان باللغة الإنجليزية فقط، ثم توسع ليشمل إصدارات بلغات أخرى في يوليو 2004، وبدأت النسخة العربية في 12 سبتمبر 2004. واعتبارًا من يناير 2021 أصبح هناك إصدارات من ويكي الكتب بـ76 لغة، تحتوي على 286482 مقالة، وتضم 1490 محررًا نشطًا.

## التاريخ
تم إنشاء ويكي الكتب تلبية لنداء الويكيبيدي كارل ويك (Karl Wick) في 10 يوليو 2003 لاستضافة وبناء موقع ويب للكتب المرجعية المجانية في مواضيع مثل الفيزياء والكيمياء العضوية. فكرة ويكي الكتب شبيهة بفكرة ويكيبيديا، فإن أي مستخدم يستطيع تعديل صفحات الكتب المنشورة فيها، من خلال الضغط على زر «عدل».
ثم أنشئ مشروعين فرعيين منبثقين عنها هما: ويكي الأطفال، وويكي الجامعة قبل تغيير سياستها الرسمية فيما بعد بحيث يتم البدأ في المشاريع المستقبلية وفقًا للسياسات المشروع الجديدة لمؤسسة ويكيميديا. وفي أغسطس 2006 أصدرت مؤسسة ويكيميديا موقع ويكي الجامعة كمشروعً مستقل لها بعد أن فصلتها عن ويكي الكتب.
في يونيو 2016 قدّر موقع Compete.com زوار موقع ويكي الكتب بـ1،478,812 زائرًا.

## محتوى الموقع
يحتوي موقع ويكي الكتب على بعض الكتب أصلية، بيد أن البعض الآخر قد بدأ كنص منسوخ من مصادر أخرى للكتب المدرسية ذات المحتوى المجاني الموجودة على الإنترنت.
تظل المساهمات محمية بحقوق الطبع والنشر كما هو الحال في مشروع المؤسسة الشقيق ويكيبيديا، بينما يضمن الترخيص إمكانية توزيعها وإعادة استخدامها مجانًا وفقًا لشروط معينة.
تختلف ويكي الكتب عن ويكي المصدر في كون ويكي الكتب مخصصة إما للأعمال الأصلية، أو الإصدارات المعدلة بشكل كبير من الأعمال الحالية، أو التعليقات التوضيحية للأعمال الأصلية، بينما تجمع ويكي المصدر النسخ الدقيقة، والترجمات الأصلية لأعمال المحتوى المجانية الحالية، مثل النصوص الأصلية لمسرحيات شكسبير.
يعمل المشروع على استكمال الكتب المدرسية حول العديد من الموضوعات، والتي يأمل المؤسسون في أن يتبعها اعتماد واستخدام الكتب المدرسية التي تم تطويرها وتضمينها على الموقع.

## إصدارات اللغات
أصبحت إصدارات موقع ويكي الكتب اعتبارًا من يناير 2021 متوفّرة بـ120 لغة، منها 76 لغة حية، و44 لغة بائدة.
يحتوي مجموع إصدارات اللغات الحية من ويكي الكتب على 286482 مقالة، بينما يحتوي مجموع إصدارات اللغات البائدة من الموقع على 671 مقالة. وبلغ عدد مستخدمي الموقع المسجلين 4366507 مستخدمًا، نشط منهم مؤخرًا 1490 مستخدم مسجل.
وفيما يلي قائمة بأكبر عشرة إصدارات من ويكي الكتب في عدد المقالات:
| الترتيب | اللغة      | عدد المقالات |
| ------- | ---------- | ------------ |
| 1       | الإنجليزية | 266,874      |
| 2       | المجرية    | 79,623       |
| 3       | الألمانية  | 73,211       |
| 4       | الفرنسية   | 16,376       |
| 5       | الإيطالية  | 13,555       |
| 6       | البرتغالية | 13,062       |
| 7       | اليابانية  | 12,166       |
| 8       | الإسبانية  | 8,776        |
| 9       | الهولندية  | 8,402        |
| 10      | البولندية  | 6,422        |

## ترتيب النسخة العربية
النسخة الإنجليزية من ويكي الكتب كانت السباقة من بين اللغات الأخرى. على الصفحة الرئيسية للموقع (المتعددة اللغات) يتم نشر قائمة بأسماء اللغات التي تحتوي مشاريع ويكي الكتب، والقائمة مرتبة حسب عدد المقالات في كل لغة. النسخة العربية ما زالت في بداية طريقها مقارنة مع اللغات الأخرى، ولكنها تحتل المرتبة 31 بين مواقع ويكي الكتب من حيث عدد الصفحات.

## ويكي الأطفال

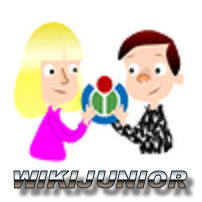
شعار ويكي الأطفال

ويكي الأطفال أو ويكي جونيور هو مشروع ثانوي من ويكي الكتب يختص في كتب الأطفال. هذا المجهود يتكون من موقع ويب ومجلة. الموقع قيد التطوير في اللغات الإنجليزية والدنماركية والفنلندية والفرنسية والألمانية والإيطالية واليابانية والأسبانية والعربية لكن من المتوقع أن يحوي المزيد من اللغات. ويكي الأطفال ممولة من قبل منحة من مؤسسة بيك.
المشروع الآن يقوم بتطوير ثلاث سلاسل من الكتب المطبوعة:
العالم الطبيعيسلسلة بيولوجية/جغرافية. تتضمن هذه السلسلة هذه العنواين: «القطط الكبيرة» و«الديناصورات».
عالمنا من البشرسلسلة ثقافية/تاريخية/اجتماعية. تتضمن هذه السلسلة هذه العنواين: «أمريكا الشمالية» و«اللغات» و«ملوك وملكات إنجلترا» و«الحضارات القديمة».
عالم من الاكتشافات والاختراعاتسلسلة رياضية/علمية/تكنولوجية. تتضمن هذه السلسلة هذه العنواين: «المجموعة الشمسية» و«كيف تعمل الأشياء» و«العناصر».

## وصلات خارجية
- الموقع الرسمي
- ويكي الكتب العربي